# 오로믹터
오로믹터(학명:Oromycter dolesorum)는 도마뱀목 카세아과에 속하는 도마뱀이다. 지금은 멸종된 종으로서 전체적인 몸길이가 1.5~2m인 중대형의 몸집을 가진 도마뱀이다.

## 특징
오로믹터는 미국의 오클라호마주 초기 페름기에 살았던 멸종된 카제이드 시냅스속이다. 유일한 종이자 모식종인 오로믹터 돌소럼은 2005년에 로버트 R.에 의해 명명되었다. 자세한 리스펙의 사양은 다음과 같다. 오로믹터는 다른 카제이드와 달리 잎과 같은 뚜렷한 톱니가 없는 작은 카제이드로 대신 넓고 주걱 모양의 거친 절단 모서리를 가지고 있었다. 그것의 이빨은 또한 카세아과의 다른 종들보다 두개골과 턱의 뼈에 더 많이 부착되어 있었다. 상악전 치아의 첫 번째와 두 번째 치아는 뚜렷한 마모 양상을 보이며 이는 아마도 식생 생육을 용이하게 하기 위해 치아의 첫 번째와 두 번째 치아를 막았음을 시사한다. 그것의 누골 뼈는 모양은 뚜렷하지만 다른 어떤 알려진 케이스이드보다 더 원시적인 것으로 보인다. 대신 다른 카세아과의 도마뱀들과 똑같이 앞다리와 뒷다리가 길게 발달되었으며 이는 육상에서 빠른 질주를 가능하게 하여서 먹이를 사냥하거나 천적을 따돌릴 때에도 매우 요긴하게 사용됐을 것으로 보인다. 먹이로는 당대에 서식했었던 곤충, 절지동물, 무척추동물과 같은 육식성의 먹이와 식물의 잎, 열매, 씨앗과 같은 초식성의 먹이까지 두루 섭이했을 잡식성의 도마뱀으로 추정되는 종이다.

## 생존시기와 서식지와 화석의 발견
오로믹터가 생존했었던 시기는 고생대의 페름기로서 지금으로부터 2억 9000만년전~2억 4500만년전에 생존했었던 종이다. 생존했었던 시기에는 북아메리카를 중심으로 하여 당시에 존재했었던 초원, 산림 등에서 주로 서식했었던 도마뱀이다. 화석의 발견은 2005년에 미국의 오클라호마주의 페름기에 형성된 지층에서 미국의 고생물학자인 로버트에 의하여 처음으로 화석이 발견되어 새롭게 명명된 종이다.

## 같이 보기
- 파충류
- 고생대
- 페름기
- 도마뱀
- 화석